# ワールド・シリーズ・オブ・ボクシング
ワールド・シリーズ・オブ・ボクシング（World Series of Boxing、略称はWSB）は、国際ボクシング協会 (AIBA) が主催していた、アマチュアボクサーの参加を目的としたプロボクシングの国別チーム戦リーグ大会である。2010年から2018年まで開催されていた。

## 概要
ワールド・シリーズ・オブ・ボクシング（略称はWSB）は、アマチュアボクシングの統括組織であるAIBAが初めて開催したプロの大会で、WSB構想を強く推し進めた当時のAIBA会長・呉経国（ウー・チンクォ）は、女子ボクシングの五輪競技化と並び「ボクシング界の2大改革」と銘打っていた。
出場選手はアマチュアボクサーに限定され、当時はアマチュアボクサーがプロボクシングの試合に出場することを禁止していたが、AIBAの主催であるこの大会はそのルールから除外され、出場したアマチュアボクサーがオリンピックや世界選手権の出場資格を剥奪されるなどの処分を受けることはなく、なおかつWSBのランキング上位の選手には2016年のリオデジャネイロオリンピックおよび2021年のロンドンオリンピックでオリンピックの出場権が与えられた。
WSB自体の赤字運営が続いた上に、AIBAの財政難のため2019年に突如終了した。

## 大会方式
団体戦を主体に実施。地域密着型クラブチームやドラフト会議など、他のプロスポーツで実践されている方式を採用した。
アジア、ヨーロッパ、アメリカ各大陸でホーム・アンド・アウェー方式を部分的に取り入れたリーグ戦を行い、プレーオフを経て優勝チームを決定した。

## 歴代優勝チーム
| シーズン | 参加チーム数 | 優勝チーム           | 準優勝チーム                 | 決勝戦スコア |
| -------- | ------------ | -------------------- | ---------------------------- | ------------ |
| 2010–11  | 12           | パリ・ユナイテッド   | アスタナ・アランズ           | 6–4          |
| 2011–12  | 12           | ミラノ・サンダー     | ダイナモ・モスクワ           | 4–1          |
| 2012–13  | 12           | アスタナ・アランズ   | ウクライナ・オタマンズ       | 6–5          |
| 2013–14  | 12           | キューバ・ドマドレズ | バクー・ファイヤーズ         | 6–5          |
| 2015     | 16           | アスタナ・アランズ   | キューバ・ドマドレズ         | 6–4          |
| 2016     | 16           | キューバ・ドマドレズ | ブリティシュ・ライオンハーツ | 9–1          |
| 2017     | 12           | アスタナ・アランズ   | キューバ・ドマドレズ         | 6–5          |
| 2018     | 12           | キューバ・ドマドレズ | アスタナ・アランズ           | 7–3          |

## ルール
- ヘッドギア及びタンクトップは非着用。
- リングのサイズはAIBA国際大会と同じ。
- 団体戦は3分5R、個人戦は3分7R。
- 勝敗は判定・KO・TKO・失格のいずれかで決着。引き分けはなし。
- ジャッジは3人。採点は10点法を使用し、コンピュータ入力による公開採点制度を採用する。

## 階級
第3シーズンまでは、ヘビー級（91+ kg）、ライトヘビー級（80–85 kg）、ミドル級（68–73 kg）、ライト級（57–61 kg）、バンタム級（50–54 kg）の5階級で行われたが、第4シーズンからは以下の10階級となった。
| 階級名称           | 体重            |
| ------------------ | --------------- |
| スーパーヘビー級   | 91kg超          |
| ヘビー級           | 81kg超 91kgまで |
| ライトヘビー級     | 75kg超 81kgまで |
| ミドル級           | 69kg超 75kgまで |
| ウェルター級       | 64kg超 69kgまで |
| ライトウェルター級 | 60kg超 64kgまで |
| ライト級           | 56kg超 60kgまで |
| バンタム級         | 52kg超 56kgまで |
| フライ級           | 49kg超 52kgまで |
| ライトフライ級     | 49kgまで        |

## 参加チーム

### アメリカ大陸
- メンフィス・フォース（ アメリカ合衆国・メンフィス）
- ロサンゼルス・マタドールズ（ アメリカ合衆国・ロサンゼルス）
- メキシコシティ・ゲレーロス（ メキシコ・メキシコシティ）
- マイアミ・ガロス（ アメリカ合衆国・マイアミ）

### アジア
- アスタナ・アランズ（ カザフスタン・アスタナ）
- バクー・ファイヤーズ（ アゼルバイジャン・バクー）
- 北京ドラゴンズ（ 中国・北京）
- 仁川レッドウィングス（ 韓国・仁川）

### ヨーロッパ
- イスタンブールズ（ トルコ・イスタンブール）
- ミラノ・サンダー（ イタリア・ミラノ）
- クレムリン・ベアーズ（ ロシア・モスクワ）
- パリ・ユナイテッド（ フランス・パリ）